# Cecil Humphreys
Cecil Humphreys (1883–1947) foi um ator britânico da era do cinema mudo.

## Filmografia selecionada
- The Elusive Pimpernel (1919)
- The Tavern Knight (1920)
- Greatheart (1921)
- The White Hen (1921)
- The Four Just Men (1921)
- Dick Turpin's Ride to York (1922)
- The Glorious Adventure (1922)
- Irish Luck (1925)
- The Woman in White (1929)
- The Broken Melody (1929)
- 77 Park Lane (1931)
- Dick Turpin (1933)
- The Silver Spoon (1934)
- Symphony No. 8 (1934)
- Koenigsmark (1935)
- Fair Exchange (1936)
- Chick (1936)
- Accused (1936)
- Wuthering Heights (1939)
- The Razor's Edge (1946)
- Desire Me (1947)
- A Woman's Vengeance (1948)